# Haindling (Band)

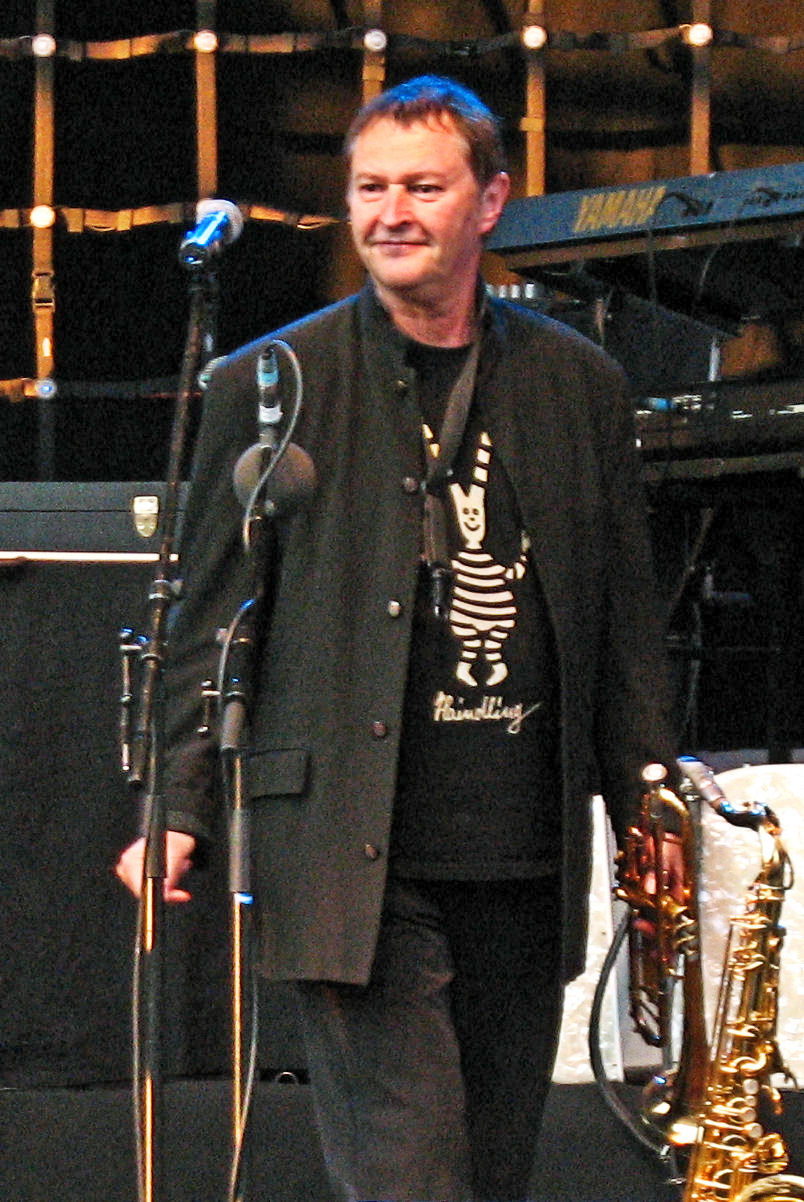
Hans-Jürgen Buchner (2008)

Haindling ist eine vom niederbayerischen Musiker Hans-Jürgen Buchner gegründete Musikgruppe, deren Stil der Neuen Volksmusik zuzurechnen ist. Der Name leitet sich von Buchners Wohnort Haindling ab, der zur niederbayerischen Stadt Geiselhöring im Landkreis Straubing-Bogen gehört.

## Geschichte
Angefangen hat alles damit, dass Buchner, der von Beruf Töpfermeister ist (und damit bei Musikredakteuren regelmäßig den Beinamen „Ton-Künstler“ evoziert), bei der Arbeit nebenbei Musik hören wollte. Da er jedoch einen anderen Musikgeschmack hatte als den zur damaligen Zeit üblichen, begann er seine Musik selbst zu komponieren. Seine Lieder nahm er mit einem Mehrspurrekorder auf Kassette auf. Bei seinen ersten öffentlichen Auftritten 1980 führte er zusammen mit seiner jetzigen Ehefrau Ulrike Böglmüller seine Eigenproduktionen in Kneipen per Halb-Playback auf.
Seine ursprüngliche Absicht, „nur nebenbei“ Musik zu machen, gab Buchner auf, als er über eine zufällige Bekanntschaft mit dem Sänger Kevin Coyne Kontakt zu der Plattenfirma Polydor und einen Vertrag für eine erste Platte bekam, die dann 1982 erschien. Als sich diese unter dem Namen seines Heimatortes Haindling in den Rundfunksendern etablieren konnte und darüber hinaus den Deutschen Schallplattenpreis gewann, gründete Hans-Jürgen Buchner 1983 auf Wunsch seiner Plattenfirma die Band. Die Mitglieder fand er über eine Zeitungsanzeige.
Buchner setzte bei den folgenden Alben das beim ersten Album bewährte Prinzip der Eigenproduktion fort. Die Band Haindling (im Gegensatz zum Projekt Haindling) war an den Plattenproduktionen großteils nicht beteiligt, abgesehen von den beiden Live-Alben Meuterei und Perlen. Allerdings war Roald Raschner bei einigen Alben Koproduzent. Seit 1991 produzierte Buchner seine Lieder selbstständig in seinem zur damaligen Zeit neu eingerichteten Tonstudio in Haindling, zuvor nahm er seine Lieder im Red Rooster Studio bei Peter Maffay in Tutzing auf.
Das über die Grenzen Bayerns hinaus bekannteste Haindling-Lied Lang scho nimmer g’sehn von 1984 erreichte in Deutschland Platz 33 der deutschen Singlecharts. Die niederländische Coverversion Hilversum III von Herman van Veen kam in dessen Heimat in die Top 10 und war bisher in jeder Version der populären Top 2000 Hitparade platziert. Van Veen coverte bis 1985 noch weitere Lieder von Haindling, welche sich insbesondere auch im englisch- und französischsprachigen Raum etablierten. Weitere bekannte Stücke sind Du Depp (1983), Spinn i (1985), Es geht wieder auf (1987), Ganz weit weg (1991), Liebe (1991) – erreicht Platz 28 in den Schweizer Charts – oder Noch in der Umlaufbahn (1993).
Du Depp erlangte in der ZDF Hitparade an Aufsehen, als Buchner in seiner Version statt „Vo hundert Meter ko ma scho erkenna, da kimmt a Depp daher“ „Vo hundert Meter ko ma scho erkenna, da kimmt da Heck daher“ sang und sich damit über den Moderator lustig machte.
Neben den Studioalben macht Haindling auch Musik für Film und Fernsehen, so die Titelmusiken für sieben Serien und Mehrteiler des Bayerischen Fernsehens.
Das Lied Paula aus der Reihe Zur Freiheit sowie das Titelstück zu Irgendwie und Sowieso wurden auch über die zugehörigen Serien hinaus bekannt. Des Weiteren fand das Stück Pfeif drauf als Titelmusik der ZDF-Serie Die Rosenheim-Cops und des Films Drei Herren Verwendung (eine an Pfeif drauf angelehnte Melodie ist seit einigen Jahren der Jingle der Versicherungskammer Bayern in Radio, Fernsehen und als Telefonwarteschleife). Einen Überblick über Buchners Schaffen als Filmkomponist bieten das im Jahr 2000 erschienene Doppelalbum Filmmusik sowie der 2004 unter dem Titel Vivaldi & Vier Jahreszeiten veröffentlichte Soundtrack zur Simon-Polt-Filmreihe. Ein weiteres Haindling-Projekt ist die in Zusammenarbeit mit Janosch entstandene Kinder-CD Tigerentenliederchen, die 2000 herauskam. 2006 komponierte er in Zusammenarbeit mit dem Hörfunkprogramm Bayern 1 eine Hymne für seine niederbayerische Heimat.
Für seine „ebenso bissige wie musikalisch virtuose Kritik am ‚Mir-san-mir‘-Bayerntum“ wurde Hans-Jürgen Buchner im Jahr 2000 vom Bayerischen Staatsminister für Wissenschaft, Forschung und Kunst, Hans Zehetmair, mit der Auszeichnung Pro meritis scientiae et litterarum geehrt.
2014 erschien der Dokumentarfilm Haindling – und überhaupt’s … von Jörg Bundschuh und Toni Schmid, der Buchners gesamtes Leben, hauptsächlich jedoch seine Arbeit mit Haindling beleuchtet.
Noch heute begibt sich die Band jeden Sommer auf Konzerttournee und gibt dabei Konzerte auf ausgewählten Festivals sowie in besonderen Spielstätten, wie beispielsweise auf der Freilichtbühne am Roten Tor Augsburg, auf der Luisenburg-Felsenbühne oder auf der Burg Wertheim. Erwähnenswert sind insgesamt sieben Auftritte bei Songs an einem Sommerabend, die alle vom Bayerischen Rundfunk ausgestrahlt wurden. Im Sommer 2017 traten Haindling mit Carmina Burana mit Chor und Solisten der Münchner Symphoniker im Innenhof des Schlosses Thurn und Taxis in Regensburg auf. Des Weiteren finden regelmäßig Hallentourneen in den Wintermonaten statt, so beispielsweise im Oktober 2013, als die Band erstmals in Italien beim Steinegg-Live-Festival ein Konzert gab. 2017 und 2018 feierte Haindling sein 35-jähriges Bühnenjubiläum, welches mit einer ausgedehnten Tour im Sommer 2017 und im Winter 2018 gefeiert wurde. Die meisten Konzerte beschränkten sich auf Bayern, Baden-Württemberg und Österreich. Überregionale Konzerte gab es vor allem in den späten 1980er Jahren, mitunter in Bochum, Köln, Bielefeld, Berlin und Hamburg. Oberhalb Süddeutschlands finden Konzerte heute nur noch selten statt, unter anderem in Hessen, im Ruhrgebiet und in Berlin. Hans-Jürgen Buchner gab in mehreren Interviews an, dass er an einem neuen Album arbeite, welches bislang aber nicht erschienen ist. Im Sommer 2018 erwähnte er, dass er für neue Ideen und für ein neues Album viel Zeit und Ruhe brauche, weshalb die Arbeit an dem geplanten Album sehr langsam verläuft.

## Stil
Die Musik der Gruppe Haindling ist Popmusik mit starken Einschlägen von Jazz und bayerischer Volksmusik und mit überwiegend bairischen Texten. Buchners Interesse für exotische Instrumente führt zu weiteren Einflüssen aus den Herkunftsgebieten dieser Instrumente, die z. B. afrikanische, tibetische und chinesische Klangwelten umfassen. Buchner will mit seiner Musik die bairische Mundart am Leben erhalten.

## Diskografie

### Studioalben
- Haindling 1 (1982, Polydor)
- Stilles Potpourri (1984, Polydor)
- Spinn i (1985, Polydor)
- Höhlenmalerei (1987, Polydor)
- Muh (1989, Polydor)
- 7 (1991, Polydor)
- Haindling (1993, BMG Ariola)
- Weiss (1995, BMG Ariola)
- Zwischenlandung (1998, BMG Ariola)
- Tigerentenliederchen (2000, BMG Ariola)
- Filmmusik (2000, BMG Ariola)
- Karussell (2002, BMG Ariola)
- Vivaldi & Vier Jahreszeiten (2004, BMG Ariola)
- Ein Schaf denkt nach (2009, Ariola/Sony Music)

### Livealben
- Meuterei (1986, Polydor)
- Perlen – Das Konzert (1996, BMG Ariola)

### Kompilationen
- Speck 1982–1992 (1992, Polydor)
- Schrilles Potpourri (Instrumental-Compilation) (1995, Polydor)
- 78 min. – Die 90er Jahre (2000, BMG Ariola)
- Achtung, Achtung! (2003, Koch/Universal)
- Lang scho nimmer g’sehn (2008, Koch/Universal)
- Goldstücke – Die größten Hits und Erfolge (2008, Ariola/Sony Music)
- Star Edition (2008, Koch Universal Music)
- Rückblicke (2010, Sony Music)
- Instrumental-International 1993–2011 (2011, Ariola/Sony Music)
- Best (2012, Zounds)
- Glanzlichter (2013, Koch Universal Music)
- Und überhaupts… – Best Of 1982 – 2014 (2014 Electrola)

### Singles, EPs, MCDs
- I mog di/Guten Morgen (1982, Polydor)
- Rote Haar (1982, Polydor)
- I mog di/Hin und her/Weite Welt/Guten Morgen (1982, Polydor, EP)
- Lang schon nimmer g’sehn (1984, Polydor)
- Du Depp (Single-Version)/Flipper Samba (1984, Polydor)
- Spinn i/Ganz alloans (1985, Polydor)
- Aber du/Schwarzer Mann (1985, Polydor)
- Es geht wieder auf/Der rote Fluß (1987, Polydor)
- Telefon/Du siehst gut aus (1987, Polydor)
- Paula/Ich habe Sehnsucht (1987, Polydor)
- Aja/Uns geht es gut (1989, Polydor)
- Über alle Meere/Alabama (1989, Polydor)
- Liebe/Nix dabei (1991, Polydor)
- Ganz weit weg/Wo ist er denn (1991, Polydor)
- Wos wuist’n du/Achtung Achtung (Remix)/Lach mehra (1992, Polydor)
- Leit hoit’s zsam/Hau Ruck/Ich hab vergessen, dass ich so vergesslich bin (1993, BMG)
- Er hod graucht (Radio-Mix)/Neuländer/Er hod graucht (Album-Version) (1993, BMG)
- Mama/Zahnpastastrang/I ho di g‘seng (1995, BMG)
- Manchmal (Radio-Edit)/Aosis-Ruf der Muschel/Es geht nimmer raus (1996, BMG)
- Liebe Grüße/Er hod graucht/Vergelt’s Gott (1996, BMG)
- Bayern (Radio-Remix)/Vamos/Bayern (Wies‘n-Mix) (1999, BMG)
- Lang schon nimma g’sehn 2000/Feierabend (2000, BMG)
- Wie sich Fische unter Wasser küssen (2002, BMG Ariola)
- Karussell/Pavane-Das globale Dorf (2002, BMG Ariola)

### Andere Veröffentlichungen und Beteiligungen
- Herman van Veen – Signale („Hilversum III (Lang scho nimma g'sehn)“, 1984)
- Herman van Veen – De Wisselaars („Liefde (Bleib)“, „Van Dijk (I hob heid frei)“, „Wat Doe Je (Wos wuist'n du?)“, 1985)
- Peter Maffay – Tabaluga und das leuchtende Schweigen („Der fröhliche Geselle“) (1986, Ariola/Sony Music)
- Herman van Veen – Anne („Anne“, 1986)
- Chaka Khan – The Woman I Am („Telephone“, 1992)
- Machmax – Andere Ländler – Andere Suiten („Turtelfrunken“, 1996)
- Lydie Auvray – Bonjour Soleil („Fragile“, 1997)
- In sieben Tagen ein neuer Mensch (Komponiert für die Aktion „Eine Stadt Fastet“, 1997)
- Spider Murphy Gang – Rock'n'Roll Story (Beteiligung an den Songs „Achterbahn“ und „Lang scho nimma g'sehn“, 1997)
- Troadbodn-Lied (Komponiert für das Troadbodn-Museum Geiselhöring, 1998)
- Janosch – Das glückliche Leben des Günter Kastenfrosch (3 Hörspiele mit Musik von Haindling) (2000, Universal)
- Satyam S. Kathrein: Das Reiki Praxisbuch (Meditationsmusik) (2001, Mosaik-Verlag)
- Satyam S. Kathrein: Erlösung der Lebensthemen (Meditationsmusik) (2002, Mosaik-Verlag)
- Biene Maja Musical („Mist“, 2004)
- Weihnachtsblues (Weihnachtsgeschichte „Der kleine Herr Jakobi feiert Weihnachten“, 2004, Random House Audio)
- Niederbayern-Hymne (2006)
- Tigers Lied (für Eishockey-Club aus Straubing, 2007)
- Spider Murphy Gang – Skandal! 30 Jahre Spider Murphy Gang („Rosmarie“, 2007)
- Wir für Kinder – Sternstundensong (2013)
- AirLounge ONE – The Aviation Lounge („Fly High-Astal“, „Clouds-Astal“, 2014)
- 28 Jahre Songs an einem Sommerabend („Blasmusik in Moll“, „Lang schon nimmer g’sehn“, 2014, Buschfunk)
- FC Bayern samma mia (feat. Move T, 2015)

### Videoalben
- Haindling live, Doppel-DVD (2005, BMG Ariola)
- Haindling und überhaupts DVD (2015 Electrola)

## Soundtracks

### Spielfilme (Kino und TV)
- 1984: Wanderkrebs von Herbert Achternbusch
- 1985: German Dreams von Lienhard Wawrzyn
- 1985: Xaver und sein außerirdischer Freund von Werner Possardt
- 1989: Bavaria Blue von Jörg Bundschuh
- 1993: Madame Bäurin von Franz Xaver Bogner
- 1996: Lilien in der Bank von Gerard Samaan und Marianne Rosenbaum
- 1997: Polizeiruf 110: Über den Tod hinaus von Manfred Stelzer
- 1997: Das ewige Lied von Franz Xaver Bogner
- 1998: Drei Herren von Nikolaus Leytner
- 1999: Einmal leben von Franz Xaver Bogner
- 1999: Der Schandfleck von Julian Pölsler
- 1999: Heirate mir! von Douglas Wolfsperger
- 2000: Polt muss weinen von Julian Pölsler
- 2001: Blumen für Polt von Julian Pölsler
- 2001: Marga Engel schlägt zurück von Helmut Metzger
- 2002: Himmel, Polt und Hölle von Julian Pölsler
- 2003: Polterabend von Julian Pölsler
- 2003: Jennerwein von Hans-Günther Bücking
- 2005: Margarete Steiff von Xaver Schwarzenberger
- 2009: Anna und der Prinz/Geliebter Johann, geliebte Anna von Julian Pölsler
- 2010: Der Bär ist los! Die Geschichte von Bruno Xaver Schwarzenberger
- 2013: Polt. von Julian Pölsler
- 2018: Alt, aber Polt von Julian Pölsler
- 2019: Der Ochsenkrieg (Remaster)
- 2022: Zwischen uns der Himmel Louisa Grötsch

### Dokumentarfilme (Kino)
- 1986: WAAhnsinn – Der Wackersdorf-Film von Helge Cramer
- 1992: Schöner als Fliegen – Geschichten aus dem Erdinger Moos von Wolfgang Ettlich und Elke Jeanrond
- 2001: Bellaria – So lange wir leben! von Douglas Wolfsperger
- 2002: Schotter wie Heu von Sigrun Köhler und Wiltrud Baier
- 2003: Die Blutritter von Douglas Wolfsperger
- 2003: Grüße aus Dachau von Bernd Fischer
- 2004: War’n Sie schon mal in mich verliebt? von Douglas Wolfsperger
- 2007: Promised Land von Natalie Gutgesell
- 2012: Bavaria – Traumreise durch Bayern von Joseph Vilsmaier
- 2014: Haindling und überhaupts von Toni Schmid[4]
- 2017: Bayern sagenhaft von Joseph Vilsmaier

### TV-Serien
- 1985–1986: Irgendwie und Sowieso: Irgendwie und Sowieso; Franz Xaver Bogner
- 1987–1988: Zur Freiheit: Paula; Franz Xaver Bogner
- 1989–1990: Alfred J. Kwak: Liefde (Bleib); Herman van Veen / Hiroshi Saitō (斉藤 博)
- 1990–1994: Floris Zapp Zarapp
- 1990–2003: Café Meineid: Café Meineid; Franz Xaver Bogner
- 1992–1993: Heidi und Erni; Erich Neureuther
- 1996–: Tigerenten Club, darin die Reihe: Das glückliche Leben des Günter Kastenfrosch
- 1996–: Kochgeschichten
- 1997–2007: Gernstl unterwegs; Franz Xaver Gernstl
- 2000: Menschen in Bayern
- 2002–: Die Rosenheim-Cops: Pfeif drauf
- 2003: Aus Schwaben und Altbayern
- 2008–2011: Der Kaiser von Schexing; Franz Xaver Bogner
- 2017–2018: Über Land; Franz Xaver Bogner
- 2020: Der Komödienstadel Folge: Da Austrags-Schwindel

### Werbemusik
- 2000–: Versicherungskammer Bayern
- 2001: Münchner Hofbräuhaus
- 2003: Warteschleife Bayerische Staatskanzlei
- 2013: Goldsteig

### TV-Mitwirkung
- 1983: Bios Bahnhof
- 1984: Bananas
- 1984: Formel Eins
- 1984: Rockpalast (Markthalle Hamburg)
- 1984–1985: ZDF-Hitparade, 3 Auftritte
- 1987–1988: Zur Freiheit von Franz Xaver Bogner (Diverse Folgen)
- 1996: Lilien in der Bank von Gerard Samaan und Marianne Rosenbaum
- 1996: Rockpalast (Alter Wartesaal Köln)
- 2003: Café Meineid von Franz Xaver Bogner ("In Sachen Kainz")
- 2003–2004: Alpenrock mit Ausschnitten verschiedener Auftritte
- 2004: Gipfeltreffen
- 2006: Aufgspuit von Werner Schmidbauer
- 2009: Der Sonntags-Stammtisch
- 2011–2012: Mia san mia – Die Bayerische Talentshow als Juror
- 2012: Bayern 1 Hautnah
- 2015: Heimatsound
- 2016: Uschis ViP Gärten